# Margit Schratzenstaller

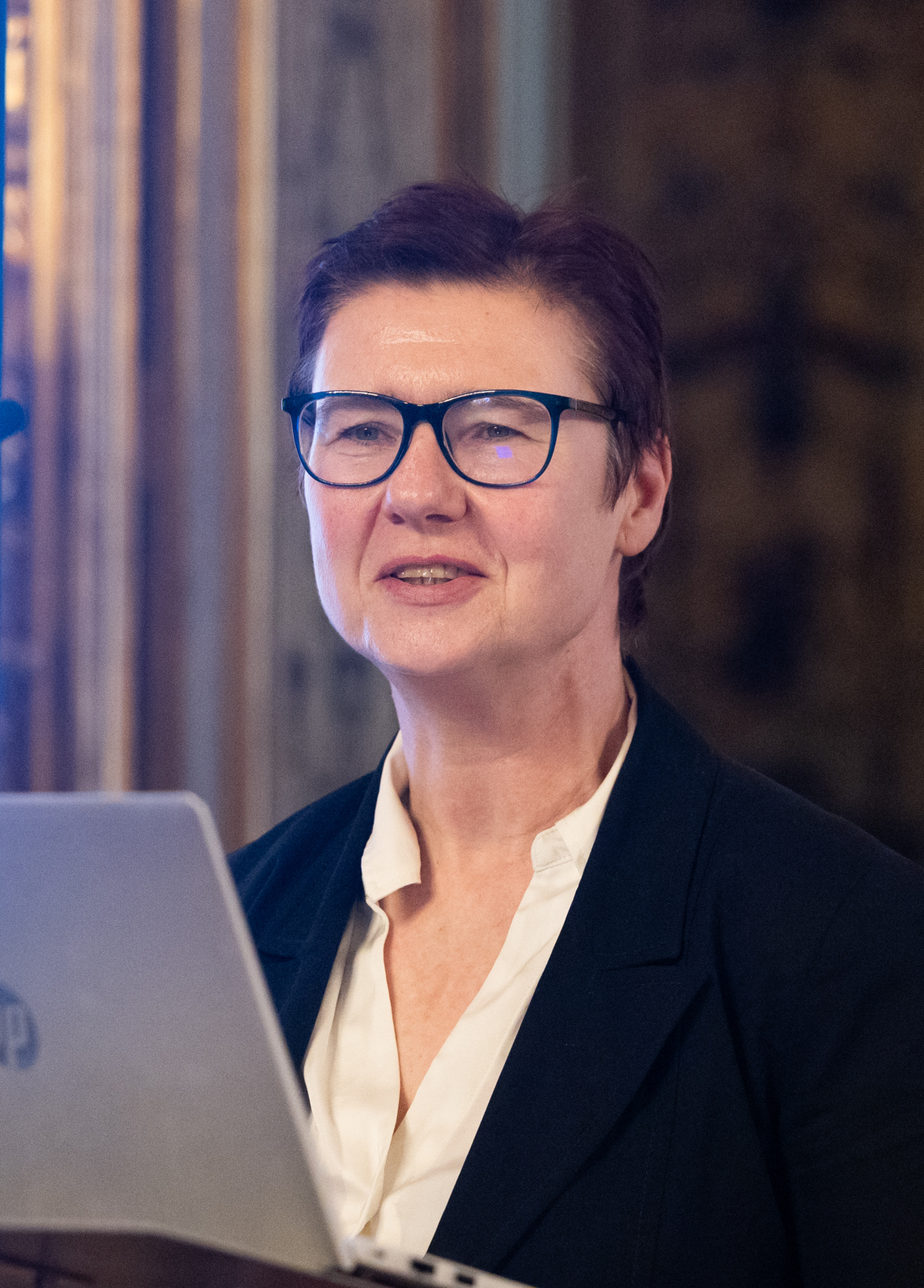
Margit Schratzenstaller (2023)

Margit Schratzenstaller, auch Margit Waltraud Schratzenstaller-Altzinger, (* 7. November 1968 in Landshut) ist eine deutsche Wirtschaftswissenschaftlerin. Von 2016 bis September 2019 war sie stellvertretende Leiterin des Österreichischen Instituts für Wirtschaftsforschung (WIFO), zuvor hatte sie diese Funktion auch von 2006 bis 2008 inne.

## Leben
Margit Schratzenstaller besuchte ab 1979 das Gymnasium Seligenthal, wo sie 1988 das Abitur ablegte. Anschließend absolvierte sie eine Ausbildung zum Industriekaufmann. Ab 1991 studierte sie an der Justus-Liebig-Universität Gießen Wirtschaftswissenschaften, das Studium schloss sie 1996 mit Diplom ab. Ein Auslandsaufenthalt führte sie 1994/95 an die University of Wisconsin–Milwaukee, wo sie einen Master of Arts (M.A.) erwarb. Ab 1996 war sie als wissenschaftliche Mitarbeiterin an der Universität Gießen am Lehrstuhl für Finanzwissenschaft, wo sie 2002 mit einer Dissertation zum Thema „Internationale Mobilität von und internationaler fiskalischer Wettbewerb um Direktinvestitionen“ promovierte. Anschließend war sie als Postdoktorandin an der Universität Göttingen.
Seit 2003 ist sie am Österreichischen Institut für Wirtschaftsforschung in Wien tätig, von 2006 bis 2008 und von 2016 bis 2019 als stellvertretende Leiterin des Instituts. Von Oktober 2018 bis September 2019 verantwortete sie die Außenkoordination des Instituts, zuvor war sie für die Innenkoordination und damit unter anderem für die Qualitätssicherung der wissenschaftlichen Arbeit des WIFO zuständig. Von 2005 bis 2013 war sie im Staatsschuldenausschuss an der Oesterreichischen Nationalbank als Expertin vertreten, von 2012 bis 2016 war sie neben Karl Aiginger Vizekoordinatorin des EU-Rahmenprogramm-Projektes „WWWforEurope – Ein neuer Wachstumspfad für Europa“. Mit 1. Oktober 2019 folgte ihr Ulrike Famira-Mühlberger als stellvertretende Leiterin und Außenkoordinatorin des WIFO nach.
2009 wurde sie für ihre Leistungen im Bereich Sozial- und Wirtschaftswissenschaften mit dem Wiener Frauenpreis ausgezeichnet. Im Ökonomenranking der Tageszeitung Die Presse wurde sie 2014 und 2015 auf Platz neun, 2016 auf Platz zehn, 2017 auf Platz fünf sowie 2018 und 2019 auf Platz drei gelistet. In der Wiener Zeitung verfasste Schratzenstaller die Kolumne „So eine Wirtschaft“.
Seit 2005 ist sie Lehrbeauftragte an der Universität Wien, wo sie Vorlesungen über Grundlagen der Steuerlehre hält. Weitere Lehraufträge hatte sie an der Wirtschaftsuniversität Wien (2007/08) und der FHWien (2004–2006). Zu ihren Forschungsschwerpunkten zählen europäische und nationale Budget- und Steuerpolitik, internationaler Steuerwettbewerb und -harmonisierung, fiskalischer Föderalismus sowie Gender Budgeting.
Im Juni 2020 wurde sie neben Präsident Martin Kocher zum Mitglied des Fiskalrats bestellt.

## Auszeichnungen
- 2009: Wiener Frauenpreis
- Ökonomenranking der Tageszeitung Die Presse der einflussreichsten Ökonomen des Jahres: 2014 und 2015 Platz neun, 2016 Platz zehn, 2017 Platz fünf, 2018 und 2019 Platz drei
- 2017: Mobilitätspreis des Verkehrsclub Österreich (VCÖ) in der Kategorie Forschungsprojekte für klimaverträgliche Mobilität, gemeinsam mit Alexander Krenek, für die Analyse einer Einführung einer CO2-basierten EU-weiten Flugticketabgabe[15]
- 2018: Kurt-Rothschild-Preis gemeinsam mit Alexander Krenek für A European Net Wealth Tax[16]
- 2024: Käthe Leichter-Staatspreis für Frauen[17][18][19]

## Publikationen (Auswahl)
- 2002: Internationale Mobilität von und internationaler fiskalischer Wettbewerb um Direktinvestitionen, Peter Lang GmbH, Internationaler Verlag der Wissenschaften, ISBN 978-3-6313-9600-1
- 2004: Perspektiven der Unternehmensbesteuerung, gemeinsam mit Achim Truger, Metropolis-Verlag, Marburg 2004, ISBN  978-3-89518-484-0
- 2007: Stärkung der subnationalen Steuerautonomie und intragovernmentale Transfers, gemeinsam mit Helfried Bauer, NWV Verlag, ISBN 978-3-7083-0460-1
- 2008: Reformen der vertikalen Aufgabenverteilung und Verwaltungsmodernisierung im Bundesstaat,  gemeinsam mit Helfried Bauer und Hans Pitlik, NWV Verlag, ISBN 978-3-7083-0521-9
- 2010: Demografischer Strukturwandel als Herausforderung für die öffentlichen Finanzen, gemeinsam mit Helfried Bauer und Hans Pitlik, NWV Verlag, ISBN 978-3-7083-0685-8
- 2011: Vermögensbesteuerung – Chancen, Risiken und Gestaltungsmöglichkeiten, Abteilung Wirtschafts- und Sozialpolitik der Friedrich-Ebert-Stiftung, Bonn 2011, ISBN 978-3-86872-676-3